# Transaktion (Wirtschaft)
Transaktion ist in der Volkswirtschaftslehre die Übertragung von Wirtschaftsobjekten zwischen Wirtschaftssubjekten.

## Allgemeines
Wirtschaftsobjekte sind Güter und Forderungen (aus rechtlicher Sicht: Vermögensgegenstände). Diese werden zwischen den Wirtschaftssubjekten (Privathaushalte, Unternehmen, Staat und öffentliche Verwaltung) per Vertrag oder per Gesetz übertragen. Diesen Übertragungsvorgang nennt man Transaktion. In der Ökonomie wird davon ausgegangen, dass eine Transaktion nur dann stattfindet, wenn sich beide Transaktionspartner einen Vorteil oder Nutzen von ihr versprechen. Der Begriff der ökonomischen Transaktion ist zusammen mit der Einteilung in Leistungs- und Finanztransaktionen grundlegend für die Beschreibung des Wirtschaftsprozesses. Leistungstransaktionen sind Transaktionen von Wirtschaftsobjekten, die eine Veränderung der Höhe des Nettogeldvermögens (Forderungen minus Verbindlichkeiten) bewirken (Kauf eines Konsum- oder Investitionsgutes oder einer Dienstleistung) oder Importe/Exporte von Konsum- oder Investitionsgütern oder Dienstleistungen zwischen Inland und Ausland. Beide Transaktionen erhöhen das Nettogeldvermögen des Verkäufers/Exporteurs und verringern es beim Käufer/Importeur. Finanztransaktionen sind Transaktionen, bei denen die Höhe des Nettogeldvermögens unverändert bleibt und sich lediglich dessen Struktur verändert (z. B. Wertpapierkauf gegen Bargeld, Darlehensaufnahme oder -Vergabe, Zahlung einer Rechnung, Tilgung von Schulden). Forderungen und Verbindlichkeiten ändern sich in gleicher Höhe, so dass der Saldo beider Größen – das Geldvermögen – unverändert bleibt. Daneben gibt es noch einseitige ökonomische Transaktionen, die so genannten Transferleistungen, denen keine unmittelbare ökonomische Gegenleistung gegenübersteht. Diese Wirtschaftsobjekte werden durch Wirtschaftssubjekte untereinander mit oder ohne Gegenleistung ausgetauscht.

## Arten
Insgesamt gibt es fünf Transaktionsarten:
1. Gut gegen Gut: Tausch, Realtausch/Naturaltausch
2. Gut gegen Forderung: Kauf/Verkauf von Gütern
3. Forderung gegen Forderung: Kauf/Verkauf von Forderungen (Kredithandel, Kredittilgung, Umschuldung, Forfaitierung usw.)
4. Gut gegen Transfer: Realtransfer/Realschenkung
5. Forderung gegen Transfer: Forderungstransfer/Forderungsschenkung (auch Steuerzahlungen, Subventionen, Renten, Kindergeld: staatliche Transferleistungen)

1./2. und 4./5. stellen Leistungstransaktionen dar, die das Nettogeldvermögen der Beteiligten der Höhe nach ändern. Die unter 3. zusammengefassten Transaktionen sind reine Finanztransaktionen. Sie ändern nicht die Höhe, sondern nur die Struktur des Nettogeldvermögens der Beteiligten.
Geld ist in der Volkswirtschaftslehre kein Gut, sondern immer eine Forderung oder eine Verbindlichkeit. Die Zahlung als eine der wichtigsten Transaktionsformen ist in der Position Forderung gegen Forderung enthalten: der Zahlungsempfänger verliert eine Forderung gegenüber dem Zahlenden und erhält dafür eine Forderung gegenüber einer Bank, während sich die Bilanz des Zahlenden verkürzt (aktiv: - Zahlungsmittel, passiv: -Verbindlichkeit). Eine Transaktion kann mit oder ohne Gegenleistung erfolgen. Eine Leistung ohne Gegenleistung bezeichnet man als Schenkung oder unentgeltliche Übertragung.
Diese fünf ökonomische Transaktionen können in eine synoptische Tabelle übertragen werden, wodurch die Vollständigkeit der Aufzählung zum Ausdruck kommt:
| Leistung Gegenleistung | Wirtschaftsobjekt Gut      | Wirtschaftsobjekt Forderung                                          |
| ---------------------- | -------------------------- | -------------------------------------------------------------------- |
| Gut                    | Naturaltausch (1)          | Güterkauf/Güterverkauf (2)                                           |
| Forderung              | Güterkauf/Güterverkauf (2) | Forderungskauf/Forderungsverkauf (Forfaitierung/Schuldübernahme) (3) |
| keine Gegenleistung    | Naturaltransfer (4)        | Forderungstransfer (5)                                               |

Die Mehrheit heutiger Transaktionen besteht aus dem Handel mit Gütern/Dienstleistungen oder Forderungen (Wirtschaftsobjekte) und fällt unter die Transaktionsart (2). Hierzu gehören vor allem die Geschäfte des täglichen Lebens. Von Bedeutung ist auch der Forderungstransfer (5), zu dem auch Formen der Entwicklungshilfe gehören. Der Naturaltransfer (4) spielt heute kaum eine Rolle, er kommt noch in der Landwirtschaft, der Nahrungs- und Genussmittelindustrie, im Kohlebergbau und im Verkehrswesen vor, wo die Arbeitnehmer einen Teil ihres Einkommens als Deputatlohn in Form von Nahrungsmitteln, Kohle oder Freifahrten erhalten. Auch der internationale Kompensations- und Barterhandel ist ein Naturaltransfer. Der Finanzsektor betreibt überwiegend reine Finanztransaktionen (3) und erfüllt dabei die Funktionen der Fristen-, Risiko- und Losgrößentransformation.

## Transaktionen und Transaktionskosten
Transaktionen lösen Transaktionskosten nur dann nicht aus, wenn Transaktionen mit vollkommener Information der Transaktionspartner über eine Transaktion zustande kommen. Da nur selten vollständiges Wissen (Informationsgrad: 100 %) vorliegt und es deshalb unvollkommene Märkte gibt, fallen meist Transaktionskosten an. Sie sind im Hinblick auf Transaktionen der Aufwand, den ein Transaktionspartner betreiben muss, um eine Transaktion durchführen zu können. Dieser Aufwand kann aus quantifizierbaren Kosten der Informationsbeschaffung (Informationskosten wie Telefongebühren, Abonnement einer Fachzeitschrift), Abwicklungskosten (Anwaltsgebühren für Vertragserstellung, Transportkosten, Maklergebühren) oder Steuern (Grunderwerbsteuer, Umsatzsteuer) bestehen. Darüber hinaus gibt es auch nicht quantifizierbaren Aufwand wie der Zeitaufwand, einen Kunden zu gewinnen oder ein Nutzenentgang.
Die Dimension einer Transaktion beeinflusst ihre Transaktionskosten durch
- die Faktorspezifizität (englisch asset specifity): sie stellt auf den Spezialisierungsgrad betrieblicher Geschäftsverbindungen ab, wobei die Transaktionskosten sinken können, wenn sie mit Spezialisierungseffekten einhergehen.
- Das Ausmaß der Ungewissheit, unter der eine Transaktion stattfindet, kann die Transaktionskosten erhöhen.
- Die Häufigkeit einer Transaktion mit einem Geschäftspartner kann zu Skaleneffekten führen, die die Transaktionskosten senken können.

Liegt mindestens eine der Einflussgrößen vor, kann sich diese auf die Transaktionskosten auswirken.

## Transaktionen und Wirtschaftskreislauf
Die Bedeutung des Transaktionskonzeptes für die ökonomische Analyse besteht in der Abstraktion vom physischen Tauschvorgang. John Rogers Commons unterschied schon 1931 eine physische Tauschebene und eine Transaktionsebene. Aus der Perspektive der ökonomischen Transaktion ist der Wirtschaftskreislauf die Gesamtheit aller ökonomischen Transaktionen, bei denen Wirtschaftsobjekte mit oder ohne Gegenleistung von einem Wirtschaftssubjekt auf ein anderes übergehen. Beim Wirtschaftskreislauf im Hinblick auf den Sektor „Ausland“ kommt es nicht auf die Staatsangehörigkeit von Wirtschaftssubjekten an, sondern auf den Schwerpunkt ihrer wirtschaftlichen Aktivitäten. Ein in Deutschland ansässiger ausländischer Arbeitnehmer gilt danach als Inländer, analog ein in Deutschland ansässiges Unternehmen, auch wenn es eine Tochtergesellschaft einer ausländischen Muttergesellschaft ist. Die Transaktionen beider werden deshalb im inländischen Wirtschaftskreislauf berücksichtigt.